# Bosporuskrieg
Der Bosporuskrieg war ein Krieg zwischen Genua auf der einen und Venedig sowie dem byzantinischen Reich auf der anderen Seite und fand zwischen 1349 und 1352 statt.
Typisch für den politischen Niedergang des byzantinischen Reiches im Spätmittelalter sind die Auseinandersetzungen zwischen Byzanz, Venedig und Genua. Der Bosporuskrieg entwickelte sich aus dem Versuch der Venezianer, die Genuesen aus dem Handel im byzantinischen Reich zu verdrängen und deren Handelsprivilegien zu beschränken. Das byzantinische Reich unter Kaiser Johannes VI. Kantukuzenos (1347–1354) schloss sich den Venezianern an. Brennpunkt des Krieges war die Hauptstadt des Kaiserreichs Konstantinopel und die nähere Umgebung. Nachdem jedoch die Venezianer ohne Rücksprache mit dem Kaiser ihre Flotte zurückgezogen hatten, wurden die Byzantiner in einer Seeschlacht vor den Toren ihrer Hauptstadt besiegt, die kleine byzantinische Flotte vernichtet.